# 洛格-德拉戈梅爾市鎮

洛格-德拉戈梅爾市鎮是斯洛文尼亞中部的市镇，行政中心为布雷佐維察附近洛格。處於克拉尼斯卡地區，面積11平方公里，2002年人口3,465，人口密度每平方公里320人。